# Röstenstjärnen
Röstenstjärnen är en sjö i Söderhamns kommun i Hälsingland och ingår i Nianån-Norralaåns kustområde.